# Nina Raspopowa
Nina Maksimowna Raspopowa (ros. Нина Максимовна Распопова, ur. 18 grudnia?/31 grudnia 1913 w miejscowości Magdagaczi w obwodzie amurskim, zm. 2 lipca 2009 w Mytiszczi) – radziecka lotniczka wojskowa, Bohater Związku Radzieckiego (1946).

## Życiorys
Urodziła się w rodzinie robotniczej. Ukończyła szkołę przemysłową, szkołę lotniczą i kursy doskonalenia kadry dowódczej przy Centralnym Aeroklubie w Moskwie. Pracowała jako geolog i jako instruktor lotniczy w Omsku i Mytiszczi, od października 1941 służyła w Armii Czerwonej, od maja 1942 uczestniczyła w wojnie z Niemcami, jako dowódca klucza 46 gwardyjskiego pułku nocnych bombowców 325 Dywizji Lotnictwa Bombowego 4 Armii Lotniczej 2 Frontu Białoruskiego w stopniu starszego porucznika wykonała 805 lotów bojowych, zadając przeciwnikowi duże straty. Po wojnie została zwolniona do rezerwy, pracowała jako sekretarz odpowiedzialny rejonowego oddziału towarzystwa "Znanije", prowadziła aktywną działalność społeczną.

## Odznaczenia
- Złota Gwiazda Bohatera Związku Radzieckiego (15 maja 1946)
- Order Lenina
- Order Honoru (28 kwietnia 1995)
- Order Czerwonego Sztandaru (dwukrotnie)
- Order Wojny Ojczyźnianej I klasy
- Order Przyjaźni Narodów
- Medal za Odwagę
- Medal „Za obronę Kaukazu”
- Medal „Za zwycięstwo nad Niemcami w Wielkiej Wojnie Ojczyźnianej 1941–1945”
- Medal „Za wyzwolenie Warszawy”
- Medal „Za wyzwolenie Pragi”
- Medal „Weteran pracy”